# 金煜
金煜（1638年—1694年），字子藏，浙江绍兴府餘姚縣人，清朝政治人物。

## 生平
明朝太常寺少卿金蘭的次孫。父亲金机，字仲星。母亲馬氏，是明朝江西参议馬維陛的女儿，与其弟馬玉起皆有文名，曾刻有《遂闲堂集》。
金煜年十九，在順治十四年五月通过童试，成为诸生。八月通过鄉試，成为舉人。順治十五年（1658年），联登戊戌科進士，之後回家结婚，迎娶兵部职方司主事童欽承之女。康熙二年（1663年），赴京候補官職，除山東兖州府沂州郯城县知县，因未能完成赋税被革職。康熙三十一年（1692年）被同年邀请至京师，三年後郁郁不得志，卒于天津。生于崇祯戊寅十一月二日，卒于康熙甲戌十二月二十一日，享年五十七。有诗词十二种，但未刊刻出版。生二子，金埴、金埰。